# 杨云彦
杨云彦（1963年9月—），男，汉族，湖北天门人，中华人民共和国政治人物，中国民主同盟盟员，第十一届全国人民代表大会湖北地区代表。

## 生平
毕业于武汉大学计算机专业与华东师范大学人口研究所人口地理专业。1989年7月参加工作，历任中南财经政法大学经济研究所助教、讲师、副教授、教授，科学研究处处长、国际交流处处长、港澳台办公室主任兼留学生处处长、信息学院院长等职务。
2003年1月任武汉市政协副主席、民盟湖北省委副主任委员、武汉市主任委员。2007年1月任武汉市人大常委会副主任，2008年2月起担任湖北省人口和计划生育委员会主任、全国人大代表。
2018年1月，杨云彦当选第十三届全国政协委员。1月29日，当选湖北省人民政府副省长。2023年1月，卸任湖北省人民政府副省长职务，转任湖北省人大常委会副主任。